# Ričards Kļanskis
Ričards Kļanskis (Riga, 2 ottobre 2003) è un cestista lettone di formazione italiana.

## Carriera

### Nazionale
Nel 2021 ha partecipato, con la nazionale Under-19 lettone, ai Mondiali di categoria, terminati all'undicesimo posto finale.